# Classe Skima
La classe Skima è una classe di hovercraft costruita per il mercato civile; sono stati impiegati come "automobili hovercraft" trasportabili persino in piccoli rimorchi da autoveicoli. 
La prima versione, che ha interessato anche i militari, era la Skima 4 a quattro posti, con parte della struttura gonfiabile in gomma e abitacolo a cielo aperto. La seconda (Skima 6) aveva maggiori rifiniture, mentre la Skima 12 trasportava 12 uomini o 998 kg di carico, praticamente quanto il suo peso a vuoto. Si trattava di mezzi assai leggeri, che benché destinati al mercato civile hanno interessato i militari per piccole operazioni di pattugliamento costiero e trasporti leggeri.